# 마이크로드라이브

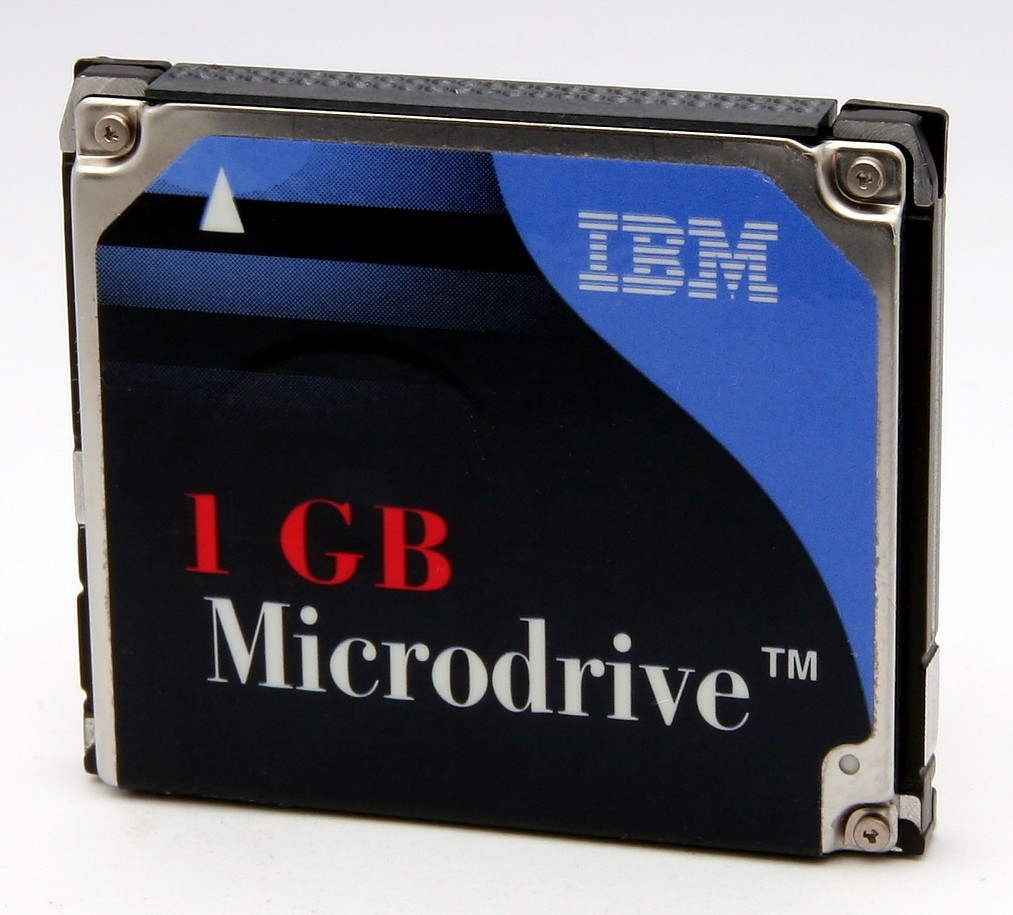
IBM 마이크로드라이브

마이크로드라이브(Microdrive)는 콤팩트플래시 타입 II 규격 슬롯에 들어가는 하드디스크의 통칭이다. 플래시 메모리보다 더 많은 전력을 소모하기 때문에 일부 저전력 장치에서는 사용할 수 없다. 플래시 메모리가 발달하기 전에는 메모리들보다 용량이 더 컸다. 마이크로드라이브는 IBM의 등록 상표이며, IBM과 히타치 이외의 회사는 이 상표를 사용할 수 없었다. 소니에서는 히타치의 제품을 OEM으로 판매하였고, 시게이트는 자체적으로 드라이브를 개발하였다.
2011년 기준으로는 CF 카드의 용량이 커지면서 읽기/쓰기 성능, 공간, 크기, 내구성 등에서 CF 카드에 뒤진다.

## 역사
최초의 마이크로드라이브는 IBM에서 개발하였고, 1999년 6월 170MB 드라이브를 출시하였다. 이후 2006년에는 8GB 마이크로드라이브를 출시한다. 무게는 16g, 크기는 42.8×36.4×5 mm(1.7×1.4×0.2인치)로 당시 세계에서 가장 작은 하드디스크였다. 1999년부터 2003년까지는 IBM 마이크로드라이브라고 불렸으며, 히타치에서 마이크로드라이브 사업부를 인수한 후에는 히타치 마이크로드라이브라고 불렸다.
IBM은 170MB와 340MB 드라이브를 출시하였다. 2000년에는 512MB와 1GB 드라이브를 출시하였다. 2002년 12월 히타치에서 IBM의 하드디스크 사업부를 인수하면서 마이크로드라이브 기술과 브랜드를 인수하였다. 2003년 히타치에서는 2GB 마이크로드라이브를 출시하였다. 이후 소니에서는 히타치 드라이브를 OEM 방식으로 출시하였다..
2004년 시게이트에서 2.5GB와 5GB 드라이브를 출시하였다. 등록 상표 문제 때문에 1인치 하드디스크 드라이브나 CF 하드디스크 드라이브라는 이름을 사용하였다. 2005년에는 시게이트에서 8GB 드라이브를 출시하였다.
중국의 하드디스크 제조사 GS Magic에서 CF 방식 하드디스크 드라이브를 출시하였으나, 히타치의 저작권을 침해하였다는 이유로 소송당했다. 히타치나 시게이트 드라이브에 비해서 품질이 좋지 않았고, 이후 시장에서 퇴출되었다.

## 내부 구조
일반적으로 흔히 볼 수 있는 3.5인치 하드 디스크와 매우 유사한 내부 구조를 갖춘다. 미세한 거대자기저항 (GMR) 헤드를 채택하고 분당 회전수 3,400 - 4,500 RPM으로 플래터를 구동, 회전하는 플래터 위를 헤드가 극히 낮은 높이로 활공하며 플래터에 저장된 데이터를 읽어낸다. 또한 '휴대성'에 초점을 두고 설계되었으므로, 배터리 절약을 위한 저전력 기술과 불의의 낙하등으로부터 내부를 보호하는 충격 보호 기술이 적용되었다.
일반적인 하드 디스크와는 다른 부분이 있다. 이를테면 유휴 상태에서 충격으로 인해 플래터와 헤드가 충돌하는 것을 방지하기 위한 별도의 랜딩존(Landing Zone) 장치가 설치되어 있으며 경량화를 위해 플래터는 금속성 재질이 아닌 자성체를 입힌 유리 재질로 이루어져 있다.

## 모델
IBM/히타치 및 시게이트 드라이브의 출시일은 다음과 같다.
- 1999년: 170MB (IBM MD170/A), 340MB
- 2000년: 512MB, 1GB (IBM)
- 2003년: 2GB (히타치)
- 2004년: 4GB (히타치), 2.5 및 5GB (시게이트)
- 2005년: 6GB (히타치), 8GB (시게이트). 이 시기에 히타치에서는 20GB 마이크로드라이브가 출시될 것이라고 하였다.[1] 이 드라이브는 상용화되지 못하였다.
- 2006년: 8GB (히타치)

이 외에도 GS Magic에서는 2.2, 3, 4, 6GB 모델을 출시하였다. 소니에서는 콤팩트볼트(Compact Vault)라는 상표로 히타치의 2, 4, 5, 8GB 마이크로드라이브를 출시하였다. 시게이트 ST1 드라이브는 캐시 메모리 2MB를 장착하였고, 나머지 드라이브는 이보다 더 적은 캐시 메모리를 장착하였다.

## 장단점

### 장점
- 2006년까지는 같은 용량의 CF 메모리 카드보다 저렴하였다
- 사용 가능한 읽기/쓰기 횟수가 플래시 메모리보다 더 높으며, 웨어 레벨링을 사용하지 않는다

### 단점
- 2006년 이후부터는 비슷한 용량의 CF 메모리나 USB 메모리에 비하여 가격적인 이점이 없어졌다
- 기계 장치를 사용하므로 물리적인 충격이나 온도 변화에 더 약하다
  - 마이크로드라이브는 약 1.2m 높이에서 떨어트리면 망가질 수 있으나, CF 메모리는 이 높이 이상에서도 안전하다
  - 과거 모델은 전원이 꺼진 상태에서 헤드를 고정하지 않아서 데이터가 손상될 위험이 있다
- 하이엔드 CF 메모리에 비하여 느리다
- 스핀업과 스핀다운에 걸리는 시간이 존재한다
  - 일반적인 하드디스크 드라이브에 비해서는 빠르지만 플래시 메모리에 비해서는 느리다
- 디스크가 회전하고 있을 때에는 데이터 전송과 관계 없이 전력을 소모한다

## 같이 보기
- 메모리 카드